# Selenops alemani
Selenops alemani là một loài nhện trong họ Selenopidae.
Loài này thuộc chi Selenops. Selenops alemani được Martin Hammond Muma miêu tả năm 1953.